# Agelena labyrinthica
Agélène à labyrinthe
Espèce
Agelena labyrinthica, l’Agélène à labyrinthe, est une espèce d'araignées de la famille des Agelenidae.
C'est une espèce répandue en Europe.

## Description
La taille de l'agélène à labyrinthe varie généralement de 8 à 11 mm pour les mâles et de 9 à 15 mm pour les femelles. Agelena labyrinthica, cependant, a une longueur de corps allant jusqu'à 18 mm. L'abdomen est sombre avec une bande centrale claire flanquée de marques blanches en chevron. Le céphalothorax est jaune-brun et porte deux larges bandes longitudinales positionnées vers l'avant de l'araignée. Le céphalothorax est rougeâtre et l'abdomen noir pour les jeunes.
La paire proéminente de deux filières postérieures segmentées est commune à toutes les araignées de la famille des Agelenidae. Cependant, chez A. labyrinthica, ces filières segmentées sont davantage allongées, le deuxième segment étant presque deux fois plus long que le segment basal. Une autre caractéristique morphologique d’A. labyrinthica est sa glande à venin. Présentant de nombreuses similitudes avec l'espèce Loxosceles intermedia, les glandes à venin d’A. labyrinthica sont généralement constituées de structures appariées situées dans l'abdomen de l'araignée. Ces structures appariées interagissent avec deux conduits qui mènent aux crocs de l'araignée. Les glandes à venin d’A. labyrinthica sont considérées comme relativement grandes et s'étendent hors des chélicères pour atteindre le milieu de l'abdomen. Les glandes à venin d’A. labyrinthica sont également uniques en ce qu'elles sont longues et tubulaires et sont entourées d'une couche de muscles qui entourent les glandes.

## Biologie

### Reproduction et cycle de vie
A. labyrinthica se reproduit la mi-juillet. À l'aide de ses pédipalpes, le mâle va s'avancer dans la toile de la femelle afin de s'afficher comme candidat. Si la femelle est réceptive, elle reste dans son entonnoir, où ils s'accoupleront ensuite. Vers le mois d'août de la même année, la femelle crée un grand sac d'œufs blancs, contenant environ 50 à 130 œufs, dans la chambre centrale restante de sa toile, suspendue par de multiples bandes de soie rayonnantes. Le mur extérieur de l'abri peut être camouflé avec de l'herbe et des feuilles. Au cours de l'hiver de la même année, les jeunes araignées survivent grâce au jaune d'œuf stocké dans leur abdomen et partent le printemps suivant. La femelle A. labyrinthica pratique la matriphagie comme beaucoup d'autres araignées. Pendant la phase d'incubation, la femelle A. labyrinthica reste avec des sacs d'œufs en développement, mais si la femelle meurt avant la fin de la phase d'incubation, le cadavre sera mangé par les jeunes à l'éclosion.

### Perception spatiale
Devant voyager entre sa toile et son abri en entonnoir où elle se repose, l'agélène à labyrinthe s'oriente même dans l'obscurité totale. En utilisant ses yeux pour naviguer rapidement sur sa toile, A. labyrinthica est capable de détecter le plan de lumière polarisée présent et de se positionner par rapport à celui-ci afin de maintenir son orientation. Cependant, étant une araignée tisseuse de toiles, A. labyrinthica ne s'appuie pas exclusivement sur des stimuli visuels pour sa navigation et son orientation. A. labyrinthica s'appuie également sur son orientation idiothétique, ainsi que sur des indices directionnels tels que la gravité, pour s'orienter.

## Distribution et habitats

### Distribution
Ces araignées sont assez courantes en Europe et en Asie et sont généralement concentrées dans les zones proches des forêts et de la végétation basse et dense, ainsi que dans les prairies sèches.

### Habitat
L'agélène à labyrinthe construit des toiles plates, avec des fils d'interception, reliées à des abris en forme d'entonnoir similaires à des labyrinthes, qui sont généralement construits entre l'herbe basse et la végétation. Elle s'y retire pour dévorer ses proies parfois aussi grosses que des orthoptères. Ces toiles peuvent être au niveau du sol, ou jusqu'à 1,5 m au-dessus du sol, cependant, la majorité se trouvent à environ 60 cm du sol,.